# Élection de Miss Excellence France 2019
L’élection de Miss Excellence France 2019 est la première élection du Comité Miss Excellence France présidée par Christiane Lillio.
La gagnante, Maëva Serradji, Miss Prestige Provence 2018 succède à la lilloise Charlotte Depaepe.
L'élection de Miss Excellence France 2019 est produite par Christiane Lillio, propriétaire de la marque qu'elle a déposé à l'INPI le 9 novembre 2018.

## Classement final
| Titre                       | Candidates |
| --------------------------- | --- |
| Miss Excellence France 2019 | Provence - Maëva Serradji |
| 1re dauphine                | Mayotte - Myriam Cassim |
| 2e dauphine                 | Alsace - Flore Cypus |
| 3e dauphine                 | Artois-Hainaut - Lucie Nivalle |
| 4e dauphine                 | Paris - Laëtitia Hommais |
| Top 12                      | Bretagne - Mylène Lanoë Côte d'Azur - Roxane Befve Flandre - Mélissa Dutrieux Nouvelle-Aquitaine - Sandra Lenoir Pays de Savoie - Julie Leprêtre Poitou-Charentes - Anne Coline Winkler Rhône-Alpes - Marie Tanzariello |

## CANDIDATES
| Région                                 | Nom                 | Âge    | Taille | Résidence | Élue le |
| -------------------------------------- | ------------------- | ------ | ------ | --------- | ------- |
| Miss Excellence Alsace                 | Flore Cypus         | 20 ans |        |           |         |
| Miss Excellence Artois-Hainaut         | Lucie Nivalle       | 19 ans |        |           |         |
| Miss Excellence Auvergne Pays-du-Velay | Emma Gourgaud       | 20 ans |        |           |         |
| Miss Excellence Bourgogne              | Angélina Ferrajolo  |        |        |           |         |
| Miss Excellence Bretagne               | Mylène Lanoë        | 23 ans | 1,75 m |           |         |
| Miss Excellence Centre-Val de Loire    | Charlène Grenet     | 24 ans | 1,70 m |           |         |
| Miss Excellence Côte d’Azur            | Roxane Befve        | 20 ans | 1,73 m |           |         |
| Miss Excellence Flandre                | Melissa Dutrieux    | 21 ans |        |           |         |
| Miss Excellence Franche-Comté          | Chloé Dupaty        | 22 ans | 1m76   |           |         |
| Miss Excellence Gascogne               | Kelly Deyris        |        |        |           |         |
| Miss Excellence Guadeloupe             | Shana Breemeersch   | 18 ans |        |           |         |
| Miss Excellence Île-de-France          | Carole Tyburn       |        |        |           |         |
| Miss Excellence Loire-Forez            | Justine Souzy       | 18 ans |        |           |         |
| Miss Excellence Lorraine               | Mélodie Kessler     | 21 ans |        |           |         |
| Miss Excellence Mayotte                | Myriam Cassim       | 21 ans | 1,74 m |           |         |
| Miss Excellence Midi-Pyrénées          | Morgane Turleque    | 20 ans | 1,72 m |           |         |
| Miss Excellence Nouvelle-Aquitaine     | Sandra Lenoir       | 23 ans |        |           |         |
| Miss Excellence Paris                  | Laëtitia Hommais    | 23 ans |        |           |         |
| Miss Excellence Pays de Loire          | Ameline Grimaud     | 22 ans | 1,70 m |           |         |
| Miss Excellence Pays de Savoie         | Julie Leprêtre      | 18 ans |        |           |         |
| Miss Excellence Poitou-Charentes       | Anne Coline Winkler | 21 ans | 1,69 m |           |         |
| Miss Excellence Provence               | Maëva Serradji      | 21 ans |        |           |         |
| Miss Excellence Réunion                | Rachel Grondin      | 18 ans |        |           |         |
| Miss Excellence Rhône-Alpes            | Marie Tanzariello   | 20 ans |        |           |         |

## Représentations aux concours Internationaux
- Myriam Cassim, Miss Prestige Mayotte a représenté les DOM-TOM au concours Miss Super Talent of the World 2019 où elle a été élue en Italie à Rome.